# 第二次世界大戰中齊頭並進與單刀直入戰線之爭

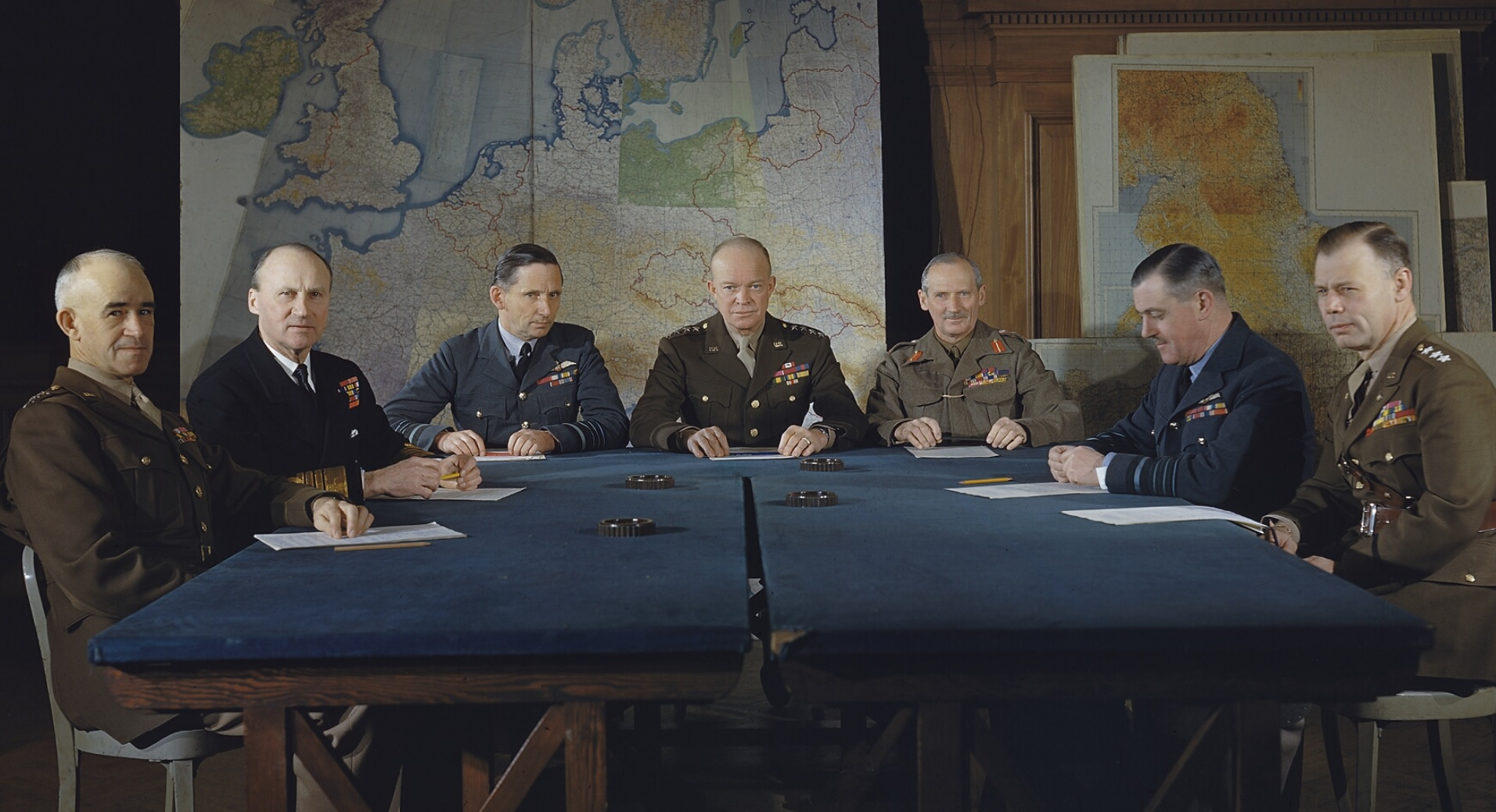
1944年二月，盟軍的高階指揮官們。自左至右: 奧馬爾·布萊德雷中將、海軍上將博傳·拉姆齊爵士、空軍元帥亞瑟·泰德男爵、艾森豪將軍、第 21 集團軍總司令蒙哥馬利將軍爵士、空軍元帥查福·利-馬洛里爵士、和沃爾特·比德爾·史密斯中將

第二次世界大戰中齊頭並進與單刀直入戰線之爭出自1944年。盟軍最高統帥艾森豪將軍乾綱獨斷，令全軍齊頭並進向德境進發，壓倒主要部屬布萊德雷中將、巴頓中將、與蒙哥馬利將軍等人各領所部分頭單刀直入之議。此決策一開始曾引起非議，因為英國當時企圖在美軍的千軍萬馬中突出英軍的披堅執銳，而自認為英軍帶頭向柏林衝鋒陷陣有助於此。蒙哥馬利的堅持己見，引發戰時盟國之間基於複雜的政治和民族主義的緊張關係。在之後的冷戰時期，亦有單刀直入搶先直撲柏林或可削減蘇聯的歐洲地盤之見。
艾森豪是基於政治和軍事兩大因素作出決策。對於當時的後勤補給是否足以支持盟軍在1944年秋單刀直入，一般是持非常保留的態度。當時可用港口的吞吐量不足以支撐大軍深入內陸，陸運交通網亦已不堪重負。而大軍全天候跋山涉水長驅直入敵陣之後的補給線，是否也能護住，亦頗堪憂心。再加上，盟軍已於1944年二月達成分佔敵國的協議，盟軍在當年秋天推進得再快都無法改變這一點。德國的迅速崩潰也可能反令亟欲參與對日作戰的蘇聯得益。艾森豪與盟軍遠征部隊最高司令部人員是評估過蒙哥馬利直衝魯爾河及柏林的路線，及布萊德雷直撲梅斯和薩爾蘭之議，確認兩者皆可行，但前提是安特衛普港即刻可用，空運陸運還得綽有餘裕，而其餘部隊已於德國邊界蓄勢待發才行。這些都直到當年年尾才完成，情況時已另有變化。如果單刀直入受挫，後果堪虞。
英國史家A·J·P·泰勒認為，切斯特·威爾默特（Chester Wilmot）的《為了歐洲纏鬥》（The Struggle For Europe，1952 年）「開創『艾森豪擋掉蒙哥馬利1944年的勝仗』之迷思。」（"launched the myths that Eisenhower prevented Montgomery from winning the war in 1944"）。大西洋兩岸的史家們，少有認可於1944年即結束戰爭的可行性。「對於威爾默特的著作，」美國史學家莫里斯·麥特洛夫（Maurice Matloff）寫道：「必須看重其所展現的——對戰爭具啟發性與對抗性的作品，以除魅時期的英式觀點寫就。」蒙哥馬利的參謀長佛瑞迪·德·鈞甘德（Freddie de Guingand）少將於戰後表示，基於政治及管理上的立場，他曾反對蒙哥馬利單刀直入。但蒙哥馬利的戰時首席行政官邁爾斯·葛拉漢（Miles Graham）少將則為自身論點辯護，認為單刀直入就後勤補給而言行得通。

## 背景
盟軍於1944年6月6日突出奇兵登陸諾曼第並建立陣地。但在德國人在其後數週巧妙利用當地易守難攻的博卡日地形遲滯敵軍。盟軍進展緩慢，承受著預期以外的損失。
當年6月19日至21日的一場暴風雨，摧毀了奧馬哈海灘上的桑葚港。這是僅有的兩個同類型臨時港口其中之一，預示了當地的秋風可能帶來什麼樣的破壞。如果德軍能一路堅持到秋季，雙方大軍就有可能像第一次世界大戰般相持不下。但德軍的堅守不退無謂地自曝於優勢火力打擊下，戰力所受的大規模損傷難以彌補，敗象已呈。
7月25日，盟軍發動眼鏡蛇行動，躍出諾曼第陣地。1944年8月中旬，德軍全線撤退。在其他戰場上，德軍也在逐步退卻收縮，如在法國南部的龍騎兵行動，在白俄羅斯的巴格拉基昂行動，以及在義大利由羅馬北撤到哥德防線。
1944年8月25日，美國第一軍團在法國抵抗運動和法國將軍菲利普·勒克萊爾所指揮的法國第2裝甲師助戰下，光復巴黎。8月29日，蒙哥馬利展開攻勢。哈利·克瑞拉（Harry Crerar）中將率加拿大第一軍團攻克海峽沿岸的法國迪耶普和勒阿弗爾兩大港口；9月4日，英國第21集團軍光復比利時。9月4日，邁爾斯·鄧普西的英國第二軍團橫穿法國和比利時四百公里，奪下基本上完好無損的安特衛普港。但其對外交通線仍掌控在德軍手中，有待清理，預計於11月1日之前無從投入使用。1944年9月，盟軍已攻至德國的西部邊界，直迫齊格飛防線。
大君主行動由盟軍遠征部隊最高司令部（SHAEF）內由三名規劃人員所組成的小組於1944年4月制定。三人都是英國軍官，分別是皇家海軍上尉P.N.Walker、英國陸軍准將Kenneth McLean、和皇家空軍上尉Harold Broad。在思量攻入德境的路線時，他們曾考慮經由阿登高地以北向前推進，但隨即否定此議。因為在推進至萊茵河時，行軍路線會被河流的走向限制在狹窄的地域中，裝甲部隊的作戰也會受限；而向梅斯推進將可行經適合機械化部隊的地域，但其後卻會遭逢崎嶇的地勢，又威脅不到魯爾工業區。5月3日，他們向艾森豪的參謀長沃爾特·比德爾·史密斯中將提交的報告，還是建議經由阿登高地，向北方的魯爾及南方的梅斯同時推進。
該計劃假定德軍將依托於法國及比利時境內的每一條河流逐次抵抗，所以各軍應謹慎推進，而非對一潰千里的敵軍犁庭掃穴。這也成為後勤準備的基礎概念，甚至還預計於塞納河停留一個月左右，以整飭基地內部的行政管理再行進攻。到真正作戰時，因為要自諾曼第灘頭陣地突破德軍防禦，還要取得瑟堡港，前七週的進度實際上還落後於預期；八月的一輪猛攻才大大推進深入內陸的速度，但後勤交通跟不上。鐵路與交通管道擴建速度不夠，光靠汽車運輸連前方部隊的最低需求都無法滿足。
9月1日，艾森豪親自指揮所有地面部隊，命令直接下達給伯納德·蒙哥馬利爵士的英國第21集團軍及奧馬爾·布萊德雷中將8月1日成軍的美國第12集團軍。美國第12集團軍下轄考特尼·霍奇斯中將指揮的美國第一軍團和喬治·巴頓中將指揮的美國第三軍團。英國第21集團軍下轄邁爾斯·鄧普西中將指揮的英國第二軍團，和加拿大中將哈利·克瑞拉指揮的加拿大第一軍團。
SHAEF成員樂觀到情緒亢奮，堅信齊格飛防線不堪一擊。1944年9月的情況看來有似於1918年10月和11月：德軍一敗再敗，盟友叛離，不得不求和。9月5日，艾森豪在備忘錄中寫道：「德軍已徹底失敗，而現在唯一能令人覺悟到這一點的是速度。我們的快攻將取決於已達極限的後勤保障。」
9月4日，艾森豪示意布萊德雷確保置主力於阿登以北。但向集團軍指揮官發出明確指示並不是艾森豪的習慣，他寧可宣示自身意圖而讓屬下因地制宜。9月5日，艾森豪向巴頓讓步，同意他繼續前進。布萊德雷繼續支援巴頓推進，致使第一集軍團所部缺乏燃料，還把從布列塔尼前線調過來的兩個師配屬到第三軍團，所以艾森豪於9月13日發佈更為明確的聲明以明示其意圖。9月14日，巴頓渡過默茲河。但到了當月月底，兩大軍團都沒有抵達目標。
蒙哥馬利的主要任務是儘快擊敗德國，這點跟美國的友軍相同。但身為西北歐的英軍高階將領，他還在政治壓力下另有兩項圖謀。首先，考量到英國的經濟和人力皆不穩固，在1944年即取勝好過於拖到1945年。他因而傾向去抓住這被艾森豪認為不切實際的渺茫希望。1944年8月15日，艾森豪在新聞發佈會上向記者表示，任何認為戰爭可不日結束的人全都是「瘋了」。艾森豪說，希特勒自知會在戰後被處決，因此他預計希特勒會戰到最後，而其軍隊大抵會繼續與他一起戰鬥。
其次，建立英軍在戰場中舉足輕重的大戰略，對英國在戰後世界保有重建上的發言權至關緊要，而蒙哥馬利的地位於此不可或缺。英國或許是參戰的大國，但其重要性在1944年已大不如前。在諾曼第遭受重創將削弱英國的全球性領導地位與其聲威，尤以在戰後歐洲為然。英國陸軍具戰鬥經驗的大部隊在戰後剩得越少，在歐洲重建中的影響力，相較於美蘇等新興強權，也會隨之縮減。蒙哥馬利因而陷入兩難：既要張揚英軍在光復西歐時承擔了至少一半的重責大任，但又不能因之不可避免地招致重大傷亡。第21集團軍的兵力幾乎不足以達成如此煊赫的軍事成就，餘下的師不得不省著用。
蒙哥馬利解決此困境的辦法，是遊說著再任盟軍地面部隊司令至戰爭結束。如此一來，任何在西線的勝利——儘管主要是由美軍達成——將有部分要歸功於他，即歸之於英國。他還將能確保英軍得以避過若干高度消耗兵力的行動，轉而在最後一擊中力求表現。此計不成之後，他轉而說服艾森豪將若干美軍單位編入第21集團軍，以增強自身軍力並撐住英國力戰取勝的門面。

## 後勤考量
魯彭塔爾(Ruppenthal)寫道，單刀直入論的擁護者們低估了強烈影響初始規劃與實際作戰的後勤因素。1944年9月中旬，艾森豪在重點考量後勤後，決定令各部齊頭並進。抓住戰機瓦解敵人抵抗一開始是合乎邏輯，但當時堪用的運輸工具就連日常需求都無法滿足，更無從補充前進補給站。到了9月12日（即D日後98天），盟軍已經推進到原本預計在D日後350天才會到達的地點。也就是說，在8月25日至9月12日的19天內，就完成了計劃中260天的進度。因此在此戰初期，軍隊要駐紮到比最初預想還遠得多的地方，兵力規模也遠超預期。此外，巴黎市提前55天光復，平民的需求又加進了後勤供給所需。
8月3日，蒙哥馬利派出美國第八軍攻佔布列塔尼，聲言：「我想這就夠了」。8月7日，美國第6裝甲師開抵重兵防守的布雷斯特。該處有30,000名裝備精良的守軍，包括精銳的第2空降獵兵師，但還是在9月20日被拿下。美軍傷亡萬人，布雷斯特市全毀，港口被德軍徹底破壞。河道堵塞，碼頭、起重機、和防波堤破敗，船隻沉港。德軍據守在布列塔尼的小港聖馬洛直至1944年9月2日，也同樣破壞到無從搶修。
9月7日，艾森豪決定取消在布列塔尼搭建人工港口的貞節行動，並於9月9日確定不使用布列塔尼沿岸港口，致使美方完全依賴著離前線越來越遠的瑟堡港和諾曼第海灘。由於鐵路修復和交通建設跟不上推進速度，美軍在法國北部戰役中的後勤端賴汽車運輸。而早在發動「眼鏡蛇行動」之前，卡車就已經短缺了，尤以適合長程運輸的大型拖板車為然。「紅球快遞計畫」之類的權宜之計則代價高昂，造成輪胎等部件磨損，所用車輛缺乏適當維護。電池電力枯竭、油料缺乏、螺帽和螺栓鬆動，哪一項都導致故障。駕駛疲勞也是重點：一次往返需時48至65小時。截至9月底，累計需要大修的汽車達5750輛。
所有可戰之師到8月中都已無法繼續推進。到了9月初，三個師喪失行動力，他們的運輸工具經重新安排被組成臨時卡車連。截至10月1日，還能開拔到萊茵河戰鬥的師據估計不超過20個，而惡劣的天象很快還會再降低海灘登陸區的吞吐量。因此，一般認為，盟軍當下還能夠運補到的最遠距離就只到薩爾和魯爾地區。再不加強後勤補給，就談不上「深入德國」。
9月中旬，美國第一軍團已經打到德國境內的亞琛，距離巴黎200多英里。最初的計劃是要到1945年5月才到達那裡，等於要比原訂計劃再提早約230天在這種遠距離支援這種大規模的部隊。
繼續在塞納河以外追擊敵軍的決定，把美方的後勤系統拉伸到幾近崩潰，從而造成設備耗損、無從建構合用的物流系統、忽視港口建設、以及前方物資儲備不足，等等深遠的長期影響。美軍的攻擊終在9月初停頓。問題不在燃料短缺，而在於怎麼運送到有需要的地方。到了9月，隨著天氣開始變壞，後勤區發出警告稱，盡其所能也只夠維持一整個軍團，這還是將建設前進著陸場，與替換冬用被服及傷損物資等，通通押後才換來的。由於魯爾區是當下首要目標，這就得叫停巴頓的第三軍團。
艾森豪最初寧可延後奪取布列塔尼沿岸港口。以求迅速推進圍困並擊潰日後或延緩盟軍腳步的德國第七軍團。其後又決定立刻渡過塞納河，繼續向東驅趕潰散的敗兵直到德國邊境。但奪港至此已經不能再拖。即將到來的壞天氣會影響在海灘卸貨，而德軍又已建好防禦陣地加強頑抗。
9月9日，布列塔尼的港口已距前線400至500英里。艾森豪決定，除布雷斯特外，布列塔尼沿岸港口對於補給美軍而言已不再不可或缺。後勤策劃人員曾於9月初建議，移用建港資源到塞納河以北開港。
9月底，後勤區明確表示無力支持在萊茵河以東進行的大規模行動，預計到11月中旬才有辦法充分改善港口和運輸狀況。而在能充份使用鐵路基礎設施之前，也不可能在安特衛普港進行大規模作業。

## 蒙哥馬利的倡議

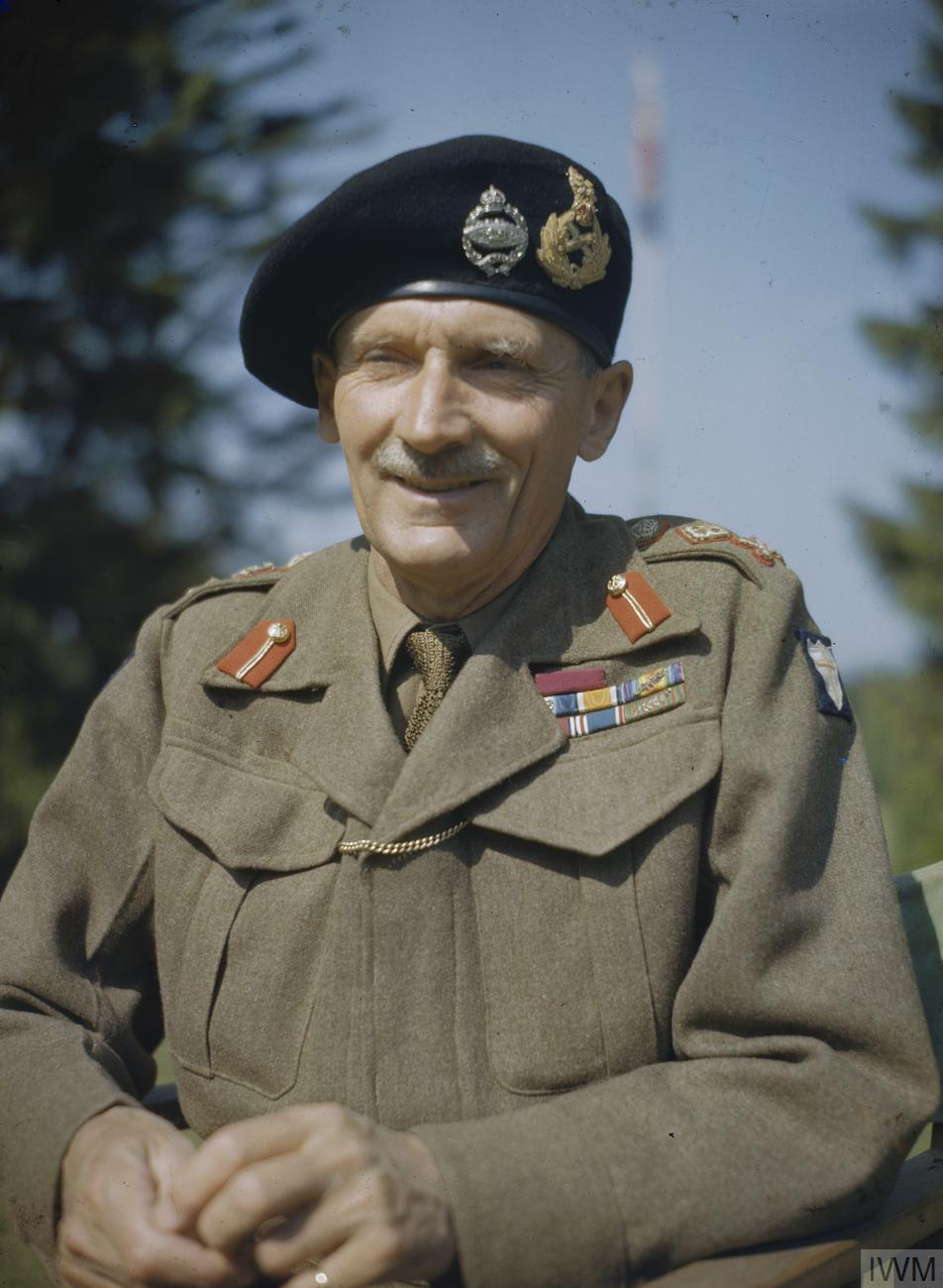
蒙哥馬利爵士

蒙哥馬利8月17日自位於勒貝尼博卡日的總部飛往富熱爾會見第12集團軍司令布萊德雷，向他概述一個構想，即先將大君主行動放到一邊，第12集團軍和第21集團軍併力向阿登高地以北推進。蒙哥馬利其後稱此為逆行施里芬計劃，並自認當下已取得布萊德雷的同意。次日，蒙哥馬利向帝國參謀總長艾倫·布魯克元帥拍發電報：
一直在考慮將來的計劃，但還沒有（重複，沒有）與艾克討論過。我的觀點如下：在渡過塞納河后，第12集團軍和第21集團軍應合為一個約有40個師的堅實集團，強大到所向無前。這支部隊應向北推進，21集團軍應居於西側，清理英吉利海峽沿岸、加來海峽和西佛蘭德斯等地，並拱衛安特衛普。美軍則該向阿登高地進發，直指布魯塞爾、亞琛和科隆。美軍可一舉切斷英倫海峽沿岸敵軍的聯繫，利於英國集團軍任務遂行。這樣做的初始目標是要摧毀沿岸的德軍，並在比利時建立一支強大的空中武力；再來是將敵人逐出V-1或V-2射程可及英格蘭之處。布萊德雷同意上述構想，若能得知尊駕大致同意則不勝欣喜之至。敬得賜覆之日，即與艾克討論此事。 
艾森豪威爾同意於8月23日在蒙哥馬利位於今之努瓦羅河畔孔代的總部與之共進午餐。蒙哥馬利直接向艾森豪提出其倡議，警告說——在他看來——失於善用有利態勢將致歐洲戰爭拖到1945年。蒙哥馬利認為，第21集團軍需要至少12個美國師助戰。為後勤供應計，他建議喊停巴頓的第三軍團。在1944年8月和9月間，美國第一軍團下轄9個師，因此放掉12個師就等於將整個集團軍全交給蒙哥馬利。

## 布萊德雷的倡議
當蒙哥馬利於8月19日與布萊德雷再度會見時，布萊德雷告知正在考慮巴頓的一個主意，即置第12集團軍主力於阿登南部，直指梅斯和薩爾。布萊德雷明白魯爾區的價值，但認為與其依蒙哥馬利所言由第一軍團南翼從科隆附近過萊茵河去圍困魯爾，還不如由第三軍團從法蘭克福附近渡河以對魯爾區大封鎖。布萊德雷比艾森豪還更加支持萊文沃思堡的齊頭並進說。由於認為西線德軍已然潰敗，他看不出有什麼理由去阻止巴頓向薩爾推進以取得他所見的意外戰果。

## 艾森豪的回應
9月初，美國第三軍團和英國第二十一集團軍都各自堅信，如果能優先獲得給養，就能縮短戰爭進程。
盟軍最高司令部於8月底評估過令第三軍團搶渡萊茵河以迫使敵方速降，認為此舉可行。但所有可用資源，包括空運在內，都必須轉用於補給第三軍團，令其他所有部隊動彈不得。即使如此，也只夠讓這支部隊在萊茵河彼岸的一小段距離內獲得給養，而第三軍團的規模也不足以鎮懾德方守軍。這樣的推進法還將使約300英里長的交通線和側翼暴露於敵陣中，難以進行空中掩護；其他盟軍部隊也因此而補給不足，無法助戰。所拿下的地區又不是德國的政治上或經濟上的心臟地帶。如此集中可用資源同時意味著要延後奪取安特衛普港，從而無法支持其他的進一步行動。如果德國人沒有因此而速降，這次行動就變成一場災難。由於成功機會太小，而失敗的後果對後續行動的影響太大，艾森豪決意不准美國第三軍團單刀直入。
盟軍最高司令部同時也評估了由北路突進的可行性。這條路線直達魯爾工業區，再通柏林。此處地形更適合坦克行進，離海港更近，補給用的鐵公路網也稱完善，但後勤保障還是不足。北路能否成功，取決於盟軍兩大集團軍能否於9月15日前抵達萊茵河、安特衛普港是否堪用、以及空運陸運是否完善。這些假設無法成立，北路的單刀直入在後勤上也斷不可行。一般認為，補給路線在遠達柏林後，只夠供應三個師，之後的給養還會進一步減少。
8月23日，蒙哥馬利向艾森豪發出了他自己版本的單刀直入，爭取由12個美國師助戰第21集團軍，還建議叫停巴頓第三集團軍的進攻。艾森豪聽取建議後，決定堅持齊頭並進。第12集團軍將助蒙哥馬利向阿登以北推進，但主要目標還是梅斯和薩爾。

艾森豪於9月5日向蒙哥馬利的總部發出訊息，分為兩部分，次序顛倒地各於9月7日和9日送達。部分內容如下：

1. 我是同意你全面強攻柏林的構想，但不贊同排除所有其他行動方案以在此時發動…
2. 我們必須迅速突破齊格菲防線，齊頭並進渡過萊茵河，奪取薩爾和魯爾區，以乘勝追擊…
3. 在推進同時，我們將在勒阿弗爾港和安特衛普開港，這對突穿德國至關重要。無論如何去重新分配現有資源，都不足以維持對柏林穿刺。
4. 所以說，我打算拿下薩爾和魯爾。在得手後，勒阿弗爾和安特衛普應該就能維持住你所說的一條或兩條的突進路線…

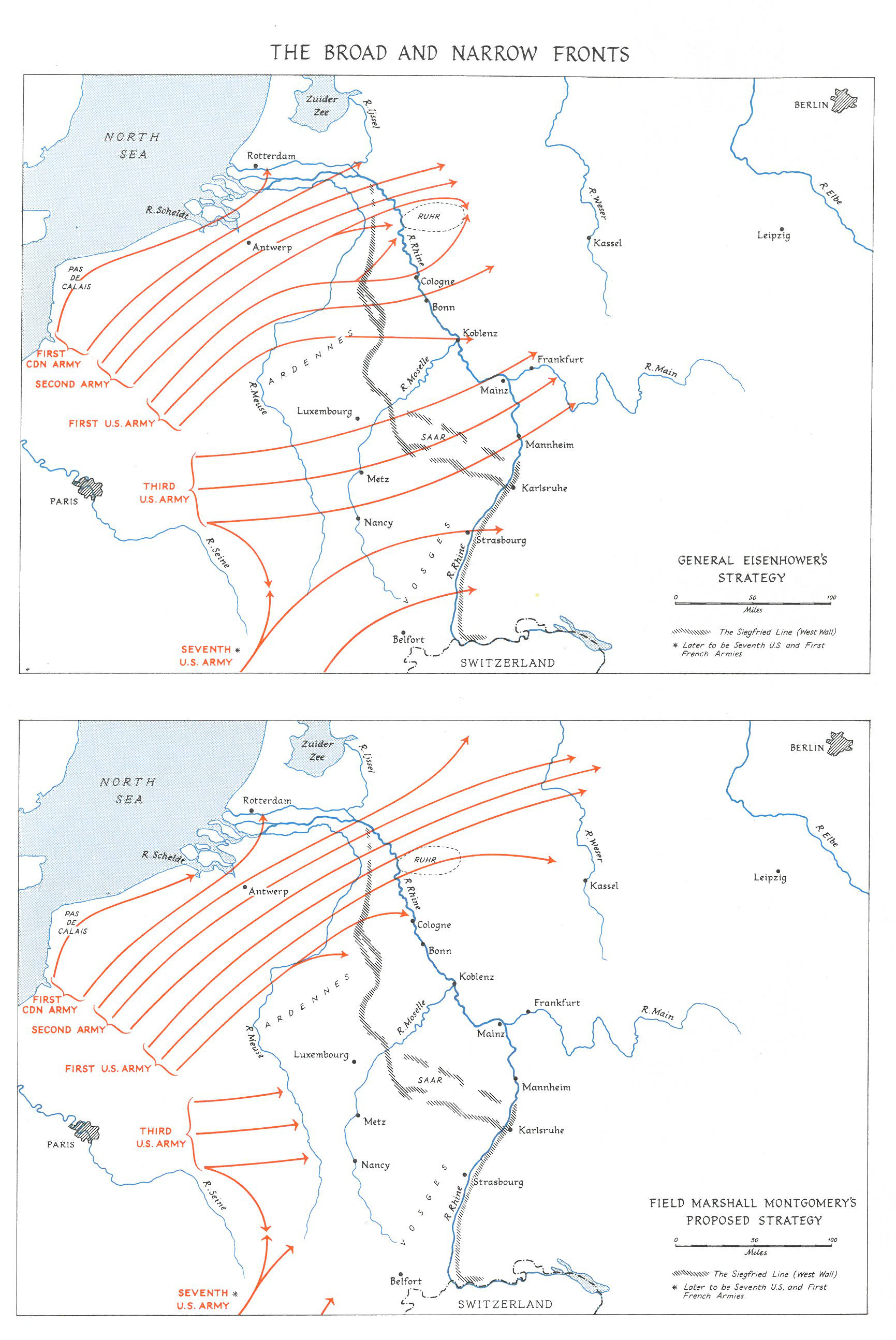
齊頭並進與單刀直入

9月10日，蒙哥馬利與艾森豪其後於停在布魯塞爾郊外機場上的B-25米切爾型轟炸機艾森豪座駕裡會面。蒙哥馬利將艾森豪的電報內容說成「一派胡言、鬼扯、瞎說」。艾森豪把手放在蒙哥馬利膝上回應道：「靜下來，蒙提，你不能這樣跟我說話，我是你上司。」令蒙哥馬利為此罕見地道歉了。
與會者另有最高副司令空軍元帥亞瑟·泰德爵士，盟軍最高司令部首席行政官漢弗萊·蓋爾爵士中將，以及蒙哥馬利的首席行政官邁爾斯·葛拉漢少將。葛拉漢自信經由法國在英倫海峽沿岸港口就足以補給第21集團軍，用不著開放安特衛普港，但這是英國後勤部門單方面說法。相較於美軍，英軍規模小，通訊線路短，比利時的公路網又優於洛林，英軍佔領區的鐵路網也相對完好。最重要的或許是，蒙哥馬利的推進路線使他更為接近海峽沿岸的港口，縮短了補給線；而布萊德雷的推進向方卻遠離海岸，拉長其補給線。
艾森豪聲言自己相信所部齊頭並進很快就能令德方潰不成軍。他告訴蒙哥馬利，向柏林「單刀直入」何以不可接受：
你是這麼提議—只要我提供你一切所需給養，你就能直抵柏林—直直的（500英里）到柏林？蒙提，你在耍寶，你辦不到。見鬼了[?]…如果你硬是要單刀直入拉得那麼長，就得一個師又一個師的扔著去護住側翼免受攻擊。 
艾森豪峻拒他所認為的「鉛筆式」進攻德國。美國官方史家佛雷斯特·波格(Forrest Pogue)認為，蒙哥馬利所倡議的戰法因為涉及兩大集團軍，稱之為“全力搶攻”("full-blooded")或許更為貼切；他覺「鉛筆式」一說更適於稱呼巴頓僅動用兩個軍團的倡議。該議同遭艾森豪拒絕，以支持齊頭並進戰略。 卡洛‧迪耶斯特(Carlo D'Este)指此為「英美軍事理論之間存有根本差異的有力例證」。
艾森豪在9月中旬有這麼兩套可用的行動路線：一是集中一切力量單刀直入，逕取德國中部；再是齊頭並進地拿下德國邊防的有用據點，以容盟軍之後為全面進攻德國而重新集結。盟軍領袖們意識到，無論是採用哪一種戰法，後勤資源都難以支撐。但艾森豪決定採用第二套方案。9月10日，艾森豪命美國兩大軍團向魯爾和薩爾推進。他相信此舉加劇擾亂德軍，這一把賭得值得。目標是推進到萊茵河，穩住橋頭堡，佔領魯爾工業區中心地帶，再為最後的橫掃德國集結兵力，蓄勢以發。分頭攻擊只在能夠速勝時方可支持。受限的後勤能力令各軍務必須輪番優先取得補給，還要連戰皆捷。
艾森豪九月中的指示是，決心持續進攻加壓，但得在後勤能力嚴重受限中完成。單刀直入以向德境穿插的想法無疑已被徹底放棄，只因任何的持續性進攻都得先行大幅調整聯絡路線以求縮短與北部港口的距離。
擺在眼前的解決方案是開發塞納河港口和安特衛普港。艾森豪特地指示：在東進時也要顧及額外搶佔下來的碼頭。英國第21集團軍要確保向安特衛普或鹿特丹路途通暢，並拿下其他的海峽沿岸港口。美國第12集團軍則要盡快佔領布雷斯特，並會合在龍騎兵行動中佔領法國地中海沿岸港口的友軍。
艾森豪9月15日在給蒙哥馬利的信中表示，只要能確保魯爾和薩爾，他就打算向柏林進發。

## 結局
艾森豪9月17日強調，在北翼增建大型深水港於對德的最後一擊必不可免；而若不開通安特衛普，就連想都不要想要朝「敵人心臟」大規模進軍。他決心運補足夠後當即全軍齊頭並進。
艾森豪批准蒙哥馬利進行「市場花園行動」，即以空降部隊佔領安恆位於萊茵河上的數座橋樑。艾森豪認為此行動可達成確保萊茵河橋頭堡的有限目標。花園行動於1944年9月17日進行至25日，終以安恆戰役之敗告終。盟軍地面部隊被德國守軍堵截在狹窄的道路上，無法及時與空降部隊會合。

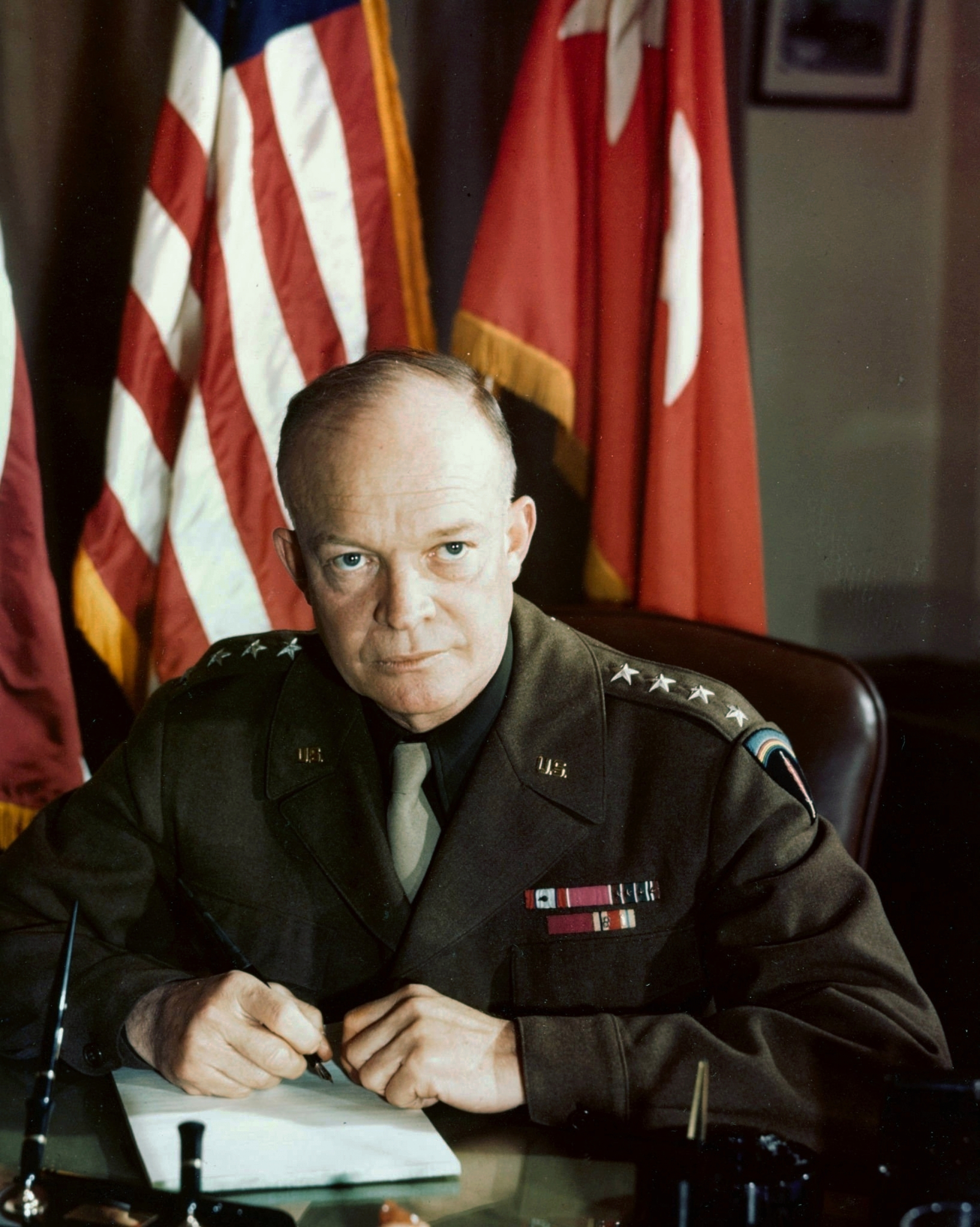
艾森豪將軍

9月18日至21日，正當安恆戰役打得如火如荼，蒙哥馬利作出最後一次嚐試，拍電報給史密斯請求採納其單刀直入戰略，再次為艾森豪所拒。「就單刀直入朝向阿登以北或以南的爭論而言，」波格寫道，「安恆出的事什麼也沒有解決。」布萊德雷仍堅持分南北兩方推進，但到了9月21日後，他已經接納：打通安特衛普港對之後的行動支援不可或缺。正如策劃人員所擔心的一樣，可用資源不足以支持齊頭並進的戰略。
艾森豪次日在凡爾賽召集23名陸海軍的將官與會，包括屬下大多數的高階指揮官，唯一值得注意的是，蒙哥馬利缺席並指派手下首席參謀長佛朗西斯·德·吉安德少將代為出席，好抽身主持安恆的危局。艾森豪明示自身意圖，宣布近期內的行動將僅限於突破齊格菲防線，和向魯爾進發。他吩咐布萊德雷親自將會議結論帶話給蒙哥馬利。
安恆之敗，表明戰爭還不會很快結束，尚須經歷多場苦戰。布萊德雷被捲進了代價高昂的亞琛戰役、許特根森林戰役和梅斯戰役。在決定要各軍齊頭並進時，艾森豪既考慮了政治和戰略，也考量到戰術和後勤。他顧及1944年美國總統選舉的政治後果，以及偏重於個別國家可能有傷盟國齊心。他明白蒙哥馬利所提出的及早獲勝之璀璨前景，但正確地判斷出這點可望而不可及。
清理斯海爾德河的行動由加拿大第一軍於10月發動，但顯然不足以獨力完成。10月15日，艾森豪直接下令蒙哥馬利集中全力打通安特衛普，並坦承此舉對於美軍的運補不可或缺。蒙哥馬利次日向第21集團軍發出新指令：打通安特衛普先於向萊茵河推進，並令英國第二軍團和加拿大第一軍團參戰。戰鬥於11月8日結束，11月26日掃雷完畢。再兩天後，首艘自由輪入港泊靠。

## 戰後爭議
「在第二次世界大戰期間，盟軍西歐最高指揮官所有做出的決定中，」美國官方歷史學家羅蘭·魯彭塔爾(Roland Ruppenthal)寫道：「或許沒有比『單刀直入』之爭挑起更多的論戰。」要想釐清是哪些人在哪時哪刻說出了什麼樣的話，歷史學家頗感力不從心。因為盟軍最高司令部失於速記記會議內容，令史家們不得不倚賴於日記、回憶錄、和口述歷史。但其中許多並不完整。因為Ultra的機密——盟軍破解並讀取德國的加密訊息——直到1974年才得解密。艾森豪與布萊德雷頻繁會面，並常於第12集團軍司令部過夜，在該處進行過的許多談話未經記錄。他與蒙哥馬利就沒那麼常見面，有也是私底下進行，參謀人員並不在場。
英國史家A·J·P·泰勒於其著作《1914–1945 年英國史》(1965 年)中稱切斯特·威爾默特的《為了歐洲纏鬥》（The Struggle For Europe，1952 年）「開創『艾森豪擋掉蒙哥馬利1944年的勝仗』之迷思。」其英國同行，史家約翰‧基根(John Keegan)則註明，泰勒如此這般的論斷，在英國的史學界並不多見。威爾默特也不是以書面提出這種觀點的第一人。美國作家拉爾夫·英格索爾 (Ralph Ingersoll)於其著作《最高機密》 (1946)中也對此進行過論述。史密斯為此在6月和7月於《星期六晚郵報》撰寫系列文章回應，其後成為其著作《艾森豪之六大英明決斷》 （Eisenhower's Six Great Decisions, 1956年）的基礎。
基根讚許威爾默特「創造當代軍事史著述，結合社會、經濟、和政治因素到戰略和戰術兩層面上」。威爾默特曾三次訪談蒙哥馬利，事非尋常。蒙哥馬利曾拒卻波格、柯瑞利·巴奈特(Correlli Barnett)、及亞瑟·布萊恩(Arthur Bryant)爵士的研究員MC·“巴斯特”·隆的採訪。他還許可威爾默特查閱他與艾森豪之間在1944年9月到10月內的函電。威爾默特在1950年代的著作，反映出冷戰早期對二戰竟致蘇聯主宰東歐和巴爾幹之挫敗感，他稱這本可避免。此戰似乎未令民主安全可靠，反倒使共產主義安全可靠。
威爾默特之說深得艾森豪戰時敵手格特·馮·倫德施泰特元帥的參謀長君特·布魯門特里特將軍認可，在其所著倫德施泰特傳記《馮·倫德施泰特：戰士與漢子》（Von Rundstedt：The Soldier and the Man，1952年）中支持威爾默特的論述。布魯門特里特寫道，倫德施泰特認為向北穿刺是明顯不過的一舉。這被當成是為蒙哥馬利的戰略背書，還引出了諸如「艾克是否攪渾且延長了戰爭？」之類的新聞標題。
美國官方史家莫里斯·麥特洛夫(Maurice Matloff)稱此為戰後迷思，在戰時從未被認真看待。盟國已於1944年二月達成軍事佔領協議，盟軍在當年秋天推進得再快都無法改變這一點。德國的迅速崩潰也可能反令亟欲參與對日作戰的蘇聯得益。單刀直入受挫的後果也應納入考量，蘇聯在這種情景下可能還要主宰歐洲更多地區。
戰爭是否繼續打到1944年9月之後，與蘇聯的作戰目標無甚相關，而與阿道夫·希特勒與其扈從硬是要苦戰到最後大有關係。儘管在1944年獻降可稱明智果決，卻不令其感到舒服。麥特洛夫指出，威爾默特將英國人描述為歷經數世紀磨練而得以在政治和軍事上具有一致性的方略，此為無稽之談。「對於威爾默特的著作，」麥特洛夫寫道：「必須看重其所展現的——對戰爭具啟發性與對抗性的作品，以除魅時期的英式觀點寫就。」
在戰時的相持不下往往導因於個性和政治，而戰後辯論所涉及的則是戰略與後勤，把調門拉得更高。在1947年1月出版並連載於《泰晤士報》的回憶錄《勝利行動》(Operation Victory)中，德·鈞甘德述及戰時的爭論，表示基於政治及管理上的立場反對蒙哥馬利的單刀直入戰略。蒙哥馬利記不得鈞甘德曾對其戰略有過異議。葛拉漢則投書《泰晤士報》於2月24 發表，為自己戰時提出的論點辯護，即單刀直入就後勤補給而言是行得通的。1977年，經史學家馬丁·范克勒維爾德估算，推進到多特蒙德切實可行。只是對於盟軍後勤系統是否靈活到足可提供切實可行的替代方案給艾森豪行使其齊頭並進戰略，他持保留態度。
批評艾森豪齊頭並進戰略的並不只有英國史家。美國歷史學家指出，美軍在瓦倫多夫、施內艾弗爾和阿爾薩斯周圍等戰地貽誤戎機。巴頓眼中的快攻旨在簡化與個性化複雜的軍情，但為地形和後勤情況等現實所剋制，且奪下薩爾也不會令德軍就此崩潰。卡洛‧迪耶斯特指出：「很難忽視的說法是，艾森豪的齊頭並進戰略與政治和後勤上的關係，並不下於就軍事學所作的相關考量。」美國官方歷史學家馬丁·布魯門森（Martin Blumenson）評論，艾森豪「不能讓英美哪國的將軍以單槍匹馬取勝，他們必得一起上。」

1970年，美國歷史學家史蒂芬‧安布羅斯總結道：
無論蒙哥馬利向魯爾區推進的計劃多麼出色或合乎邏輯（很能證明兩者兼具），也無論蒙哥馬利的個性如何，任何情況下艾森豪都不許英國一枝獨秀，如同也不許美軍獨領風騷。但就當下情況而言，艾森豪不能僅就軍事立場下決斷。他不能在巴頓推進中叫停；不能降布萊德雷為次要的行政角色；也不能對馬歇爾開口，說在歐洲不需要他從美國所組建的大軍。 

英國軍事史學家 C. J. Dick於2016年寫道：
在所有條件都相同的情況下，蒙哥馬利的作戰思路最好。但世事並非平等。另一個更重要的限制因素是政治。艾森豪洞悉，特別是在大選年，美國的公意和政界的，更別說軍隊自身的，偏見、成見、和態度，對他能否續任統帥至關重要。英方的觀點和所求也不是不具重要意義，只是其沖激力正隨著美國的優勢和自信之增長而減緩。 

## 備註
1. 1 2  Taylor 1965，第647頁.
2. 1 2  Matloff 1971，第127頁.
3. ↑  Dick 2016，第71頁.
4. ↑  Dick 2016，第115頁.
5. ↑  Buckley 2013，第114頁.
6. 1 2  Keegan 1969，第3196頁.
7. ↑  Wilmot 1952，第536–538頁.
8. ↑  Ellis 1962，第465–468頁.
9. 1 2  Murray 1996，第120頁.
10. ↑  Dick 2016，第343頁.
11. 1 2 3  Ruppenthal 1960，第427頁.
12. ↑  Ambrose 2012，第117頁.
13. ↑  Ambrose 2012，第132頁.
14. ↑  Murray 1996，第33–34頁.
15. ↑  Ruppenthal 1960，第420-422頁.
16. ↑  Montgomery 1958，第267頁.
17. ↑  Rawson 2012，第128頁.
18. ↑  Pogue 1954，第204頁.
19. ↑  Murray 1996，第11–14頁.
20. ↑  . canadiansoldiers.   [2011-12-24].
21. ↑  Pogue 1954，第283頁.
22. ↑  Murray 1996，第142頁.
23. ↑  Hobbs 1999，第178–179頁.
24. 1 2  Dick 2016，第339–340頁.
25. ↑  Pogue 1954，第260頁.
26. 1 2  Pogue 1954，第255頁.
27. 1 2  Dick 2016，第340–341頁.
28. 1 2  Buckley 2013，第27–28頁.
29. ↑  Montgomery 1958，第270–271頁.
30. ↑  Ambrose 2014，第152頁.
31. ↑  Gelb 1994，第377–378頁.
32. ↑  Hart 2007，第55頁.
33. ↑  Hart 2007，第58頁.
34. ↑  Hart 2007，第59頁.
35. ↑  Hart 2007，第60頁.
36. ↑  Ruppenthal 1960，第419-420頁.
37. ↑  Ruppenthal 1960，第422頁.
38. ↑  Blumenson 2005，第432頁.
39. ↑  Blumenson 2005，第380頁.
40. ↑  Blumenson 2005，第635, 652頁.
41. ↑  Blumenson 2005，第652頁.
42. ↑  Blumenson 2005，第653頁.
43. ↑  Blumenson 2005，第655頁.
44. ↑  Blumenson 2005，第415頁.
45. ↑  Denny 2003，第6頁.
46. ↑  Ruppenthal 1959，第50頁.
47. ↑  Ruppenthal 1953，第481–482頁.
48. ↑  Ruppenthal 1953，第553–555頁.
49. ↑  Ruppenthal 1953，第509頁.
50. ↑  Ruppenthal 1953，第571頁.
51. ↑  Waddell 1994，第131頁.
52. ↑  Ruppenthal 1960，第423-425頁.
53. ↑  Ruppenthal 1959，第6頁.
54. ↑  Ruppenthal 1959，第509頁.
55. ↑  Ruppenthal 1953，第504–509頁.
56. ↑  Murray 1996，第145頁.
57. ↑  Ruppenthal 1959，第5頁.
58. ↑  Ruppenthal 1959，第15頁.
59. ↑  Ruppenthal 1959，第16頁.
60. ↑  Ruppenthal 1960，第426-427頁.
61. 1 2  Montgomery 1958，第266–267頁.
62. ↑  Ellis 1962，第459頁.
63. 1 2 3  Montgomery 1958，第268–269頁.
64. 1 2 3  Murray 1996，第122–123頁.
65. ↑  Montgomery 1958，第268頁.
66. ↑  Bradley 1951，第420–421頁.
67. ↑  Bradley 1951，第410–412頁.
68. 1 2  Ruppenthal 1959，第9頁.
69. ↑  Ruppenthal 1959，第10–11頁.
70. 1 2  Ellis & Warhurst 1968，第16–17頁.
71. ↑  Murray 1996，第57, 120頁.
72. 1 2 3  Murray 1996，第84頁.
73. ↑  Eisenhower 1948，第334–335頁.
74. ↑  Van Creveld 1977，第221–222頁.
75. ↑  Ryan 1974，第85–88頁.
76. 1 2 3  D'Este 1994，第470頁.
77. ↑  Ruppenthal 1960，第423–425頁.
78. ↑  Ruppenthal 1959，第17頁.
79. ↑  Ruppenthal 1960，第425頁.
80. ↑  Hobbs 1999，第179頁.
81. ↑  Ruppenthal 1960，第425-426頁.
82. ↑  Eisenhower 1948，第334–337頁.
83. ↑  Ruppenthal 1960，第426頁.
84. 1 2  Pogue 1954，第288頁.
85. ↑  Eisenhower 1948，第351頁.
86. ↑  Ruppenthal 1960，第12–13頁.
87. ↑  Pogue 1954，第291–295頁.
88. ↑  Bradley 1951，第422–423頁.
89. ↑  Eisenhower 1948，第342頁.
90. ↑  Dick 2016，第353頁.
91. ↑  Keegan 1969，第3197頁.
92. ↑  Buckley 2013，第241–243頁.
93. ↑  Buckley 2013，第250–251頁.
94. ↑  Ruppenthal 1959，第110頁.
95. ↑  Ruppenthal 1960，第42頁.
96. 1 2  Murray 1996，第162–167頁.
97. ↑  Murray 1996，第103頁.
98. ↑  Murray 1996，第25頁.
99. ↑  Murray 1996，第32–33頁.
100. 1 2  Murray 1996，第82頁.
101. ↑  Murray 1996，第83–87頁.
102. ↑  Overy 1996，第326–330頁.
103. ↑  Blumentritt 1952，第123頁.
104. ↑  Gelb 1994，第349頁.
105. ↑  . News 59 (9,126) (South Australia). 7 November 1952: 11  [5 May 2021] –National Library of Australia.
106. 1 2  Matloff 1971，第125頁.
107. ↑  Weigley 1995，第32–43頁.
108. 1 2  Andidora 2002，第177頁.
109. ↑  Murray 1996，第174–175頁.
110. ↑  Murray 1996，第83頁.
111. ↑  De Guingand 1947，第410–413頁.
112. ↑  Richardson 1987，第194–195頁.
113. ↑  Van Creveld 1977，第225–227頁.
114. ↑  Van Creveld 1977，第230頁.
115. ↑  Colley 2021，第20, 27, 86–89頁.
116. ↑  Ambrose 2012，第513頁.
117. ↑  Dick 2016，第310頁.